# 대전장대중학교
대전장대중학교(大田場垈中學校)는 대한민국 대전광역시 유성구 장대동에 있는 공립 중학교이다.

## 학교 연혁
- 2005년 1월 5일 : 6학급 개설 인가
- 2005년 3월 1일 : 개교
- 2005년 3월 4일 : 제1회 입학식 (189명)
- 2024년 1월 12일 : 제17회 졸업식(98명, 총 3,100명 졸업)
- 2024년 3월 4일 : 제20회 입학식(76명)
- 2024년 9월 1일 : 제9대 임은주 교장 취임

## 참고 자료
- 대전장대중학교 - 한국교육학술정보원 학교알리미